# 日中友好青年大使
日中友好青年大使 (にっちゅうゆうこうせいねんたいし、Japan-China Friendship Youth Ambassador) とは特定非営利活動法人 認定NPO法人東京都日本中国友好協会が認定する日本と中国の交流に大きな貢献をすることを期待できる方に委嘱するもの。

## 活動
認定NPO法人東京都日本中国友好協会が認定する日本と中国の交流に大きな貢献をすることを期待できる方に委嘱する。
日中友好活動の魅力を広く紹介し、日中友好活動のイメージアップと日本人及び中国人の仲間作りの架け橋として活動を支援する目標として「日中友好青年大使」制度を創設した。

## 任期
２年。
他薦により当協会内部での審査を経て任命。稀にオーディションなどを開催している。

## 日中友好青年大使
- 山下智博　(クリエイター)
- 井上正順　北京語言大学漢語学院
- 陳星竹　北京大学
- 町田佳穂　明治大学
- 井上稚菜　神戸市外国語大学大学院
- 大井芳季
- 関根七海　日本大学
- 川田璃々花　日本女子大学
- 多比良浩之　早稲田大学
- 真子　(ミス青島ビールジャパン2021イメージガールグランプリ)
- 安雪璃　(日中友好女子〜次世代シンガー発掘プロジェクト2021〜中国人部門グランプリ)
- 工藤奈々 (日中友好女子〜次世代シンガー発掘プロジェクト2021〜日本人部門グランプリ)